# عباس أباد (براأن)
عباس أباد هي قرية في مقاطعة أصفهان، إيران. عدد سكان هذه القرية هو 141 في سنة 2006.